# Departamento de Chimbas
Departamento de Chimbas är en kommun i Argentina.   Den ligger i provinsen San Juan, i den centrala delen av landet, 1 000 km väster om huvudstaden Buenos Aires. Antalet invånare är 73 829. Arean är 62 kvadratkilometer.
Terrängen i Departamento de Chimbas är platt.
Runt Departamento de Chimbas är det i huvudsak tätbebyggt. Runt Departamento de Chimbas är det tätbefolkat, med 319 invånare per kvadratkilometer.